# A Take to the Skies 10 Year Celebration
A Take to the Skies 10 Year Celebration è stato un tour europeo e nordamericano del gruppo musicale britannico Enter Shikari, realizzato in celebrazione del decimo anniversario dell'uscita dell'album di debutto della band, Take to the Skies.
Ha avuto inizio il 10 marzo 2017 a Pomona, in California, e si è protratto sino al 29 maggio 2017, ultima data dello Slam Dunk Festival a cui gli Enter Shikari partecipano in veste di headliner.
In occasione dell'annuncio del tour, il cantante e tastierista Rou Reynolds ha dichiarato:
Di fatto, durante il tour sono state suonate canzoni come Today Won't Go Down in History, mai suonata dal vivo prima, e Adieu e Jonny Sniper, non più suonate dal gruppo da oltre 7 anni.

Infine, Reynolds ha aggiunto:
La prima serie di concerti, tenuti nel Nord America, viene aperta dai Being as an Ocean, mentre durante le date di maggio in Europa gli Enter Shikari vengono supportati dai Mallory Knox e, solo in alcune date, dai Crossfaith.

## North American Tour

### Date
| Data          | Città       | Stato                  | Località              |
| ------------- | ----------- | ---------------------- | --------------------- |
| Nord America  |             |                        |                       |
| 10 marzo 2017 | Pomona      | Stati Uniti d'America  | The Glass House       |
| 11 marzo 2017 | San Diego   | Stati Uniti d'America  | Soma                  |
| 12 marzo 2017 | Los Angeles | Stati Uniti d'America  | The Roxy              |
| 13 marzo 2017 | Phoenix     | Stati Uniti d'America  | Nile Theater          |
| 14 marzo 2017 | Albuquerque | Stati Uniti d'America  | Launchpad             |
| 15 marzo 2017 | Denver      | Stati Uniti d'America  | Summit Music Hall     |
| 17 marzo 2017 | Chicago     | Stati Uniti d'America  | The Bottom Lounge     |
| 18 marzo 2017 | Pontiac     | Stati Uniti d'America  | The Crofoot           |
| 19 marzo 2017 | Toronto     | Opera House            | Canada                |
| 21 marzo 2017 | Montréal    | La Tulipe              | Canada                |
| 22 marzo 2017 | Boston      | Paradise               | Stati Uniti d'America |
| 23 marzo 2017 | New York    | Irving Plaza           | Stati Uniti d'America |
| 24 marzo 2017 | Baltimora   | Sound Stage            | Stati Uniti d'America |
| 25 marzo 2017 | Pittsburgh  | Mr Smalls              | Stati Uniti d'America |
| 26 marzo 2017 | Filadelfia  | Theatre of Living Arts | Stati Uniti d'America |
| 28 marzo 2017 | Atlanta     | Masquerade             | Stati Uniti d'America |
| 30 marzo 2017 | Houston     | White Oak Music Hall   | Stati Uniti d'America |
| 31 marzo 2017 | Austin      | Grizzly Hall           | Stati Uniti d'America |
| 1 aprile 2017 | Dallas      | Trees                  | Stati Uniti d'America |

## Europe. Spring 2017

### Date
| Data           | Città           | Stato       | Località            |
| -------------- | --------------- | ----------- | ------------------- |
| Europa         |                 |             |                     |
| 3 maggio 2017  | Milano          | Italia      | Alcatraz            |
| 4 maggio 2017  | Marsiglia       | Francia     | Le Moulin           |
| 5 maggio 2017  | Bordeaux        | Francia     | Iboat               |
| 6 maggio 2017  | Tolosa          | Francia     | Connexion Live      |
| 8 maggio 2017  | Düsseldorf      | Germania    | ZAKK                |
| 9 maggio 2017  | Munster         | Germania    | Skater's Palace     |
| 10 maggio 2017 | Aschaffenburg   | Germania    | Colos-saal          |
| 12 maggio 2017 | Utrecht         | Paesi Bassi | TivoliVredenburg    |
| 13 maggio 2017 | Anversa         | Belgio      | Trix Muziekcentrum  |
| 14 maggio 2017 | Tourcoing       | Francia     | Grand Mix           |
| 16 maggio 2017 | Krasnodar       | Russia      | Arena Hall          |
| 18 maggio 2017 | San Pietroburgo | Russia      | A2 Green Concert    |
| 19 maggio 2017 | Mosca           | Russia      | Stadium             |
| 20 maggio 2017 | Kiev            | Ucraina     | Sentrum             |
| 23 maggio 2017 | Dublino         | Irlanda     | The Academy         |
| 24 maggio 2017 | Belfast         | Regno Unito | Limelight           |
| 25 maggio 2017 | Glasgow         | Regno Unito | Barrowland Ballroom |
| 27 maggio 2017 | Birmingham      | Regno Unito | NEC                 |
| 28 maggio 2017 | Leeds           | Regno Unito | City Centre         |
| 29 maggio 2017 | Hatfield        | Regno Unito | Hatfield Forum      |

### Scaletta
1. Stand Your Ground; This Is Ancient Land
2. Enter Shikari
3. Mothership
4. Anything Can Happen in the Next Half Hour...
5. Labyrinth
6. Variabile (una tra Destabilise, The Last Garrison, Torn Apart, Hoodwinker, Zzzonked, Solidarity o Antwerpen)
7. Sorry, You're Not a Winner
8. Juggernauts
9. No Sssweat'
10. Today Won't Go Down in History
11. Anaesthetist
12. Return to Energiser
13. The Feast
14. Jonny Sniper
15. Adieu

Encore
1. Anaesthetist
2. Redshift
3. OK, Time for Plan B
4. The Appeal & the Mindsweep II